# 小行星171381
小行星171381（171381 Taipei），臨時編號2006 OG17，是一顆位於小行星帶的小行星。由就讀於廣州中山大學的天文愛好者葉泉志和中華民國國立中央大學鹿林天文台台長林宏欽於2006年7月22日發現。
該小行星以臺灣北部的臺北市命名。